# Tibouchina macrochiton
Tibouchina macrochiton är en tvåhjärtbladig växtart som först beskrevs av Carl Friedrich Philipp von Martius och Dc., och fick sitt nu gällande namn av Célestin Alfred Cogniaux. Tibouchina macrochiton ingår i släktet Tibouchina och familjen Melastomataceae. Inga underarter finns listade i Catalogue of Life.